# Michel de Grammont
Michel de Grammont (Paris, 1645 - ?, abril de 1686) foi um pirata francês.
A sua carreira de pirata desenvolveu-se de 1670 a 1686. A sua bandeira era a Hardi.
É possível que Michel de Grammont tenha servido a marinha francesa antes de surgir como capitão bucaneiro perto da Tortuga e Saint Dominique, atacando embarcações espanholas. Após cortar relações com a França e os Países Baixos em 1678, integrou um assalto à ilha neerlandesa de Curaçao, sendo apontado como capitão dos bucaneiros.
Em Junho de 1678 enviou 6 navios e 700 homens para as possessões espanholas no golfo da Venezuela e no lago de Maracaibo, penetrando terra a dentro até Trujillo. Seguiu-se outra investida sobre o porto venezuelano de La Guaira, capturada durante um ataque noturno. Os bucaneiros, entretanto, escaparam com dificuldade quando atacados por uma força espanhola maior.
Em maio de 1683, de Grammont e o bucaneiro neerlandês Laurens de Graaf saquearam Vera Cruz, no México.
Em 1685 a dupla também atacou a cidade mexicana de Campeche.
Foi visto pela última vez quando seguia na direção nordeste das Caraíbas em abril de 1686, e foi considerado perdido no mar.